# Johann Georg Moraw
Johann Georg Moraw (30. ledna 1825 Vrchy – 28. prosince 1902 Vrchy) byl rakouský politik německé národnosti z Moravy; poslanec Moravského zemského sněmu.

## Biografie
Byl synem dědičného rychtáře Johanna Georga Morawa. Působil jako majitel dvora ve Waltersdorfu (Vrchy). Patřil do rodu Morawů, který podle údajů z konce 19. století už po dobu 300 let nepřetržitě držel dědičnou rychtu ve Waltersdorfu. Johann Georg Moraw značně rozšířil pozemkovou držbu. V roce 1899 se uvádí, že po 44 let zastává post obecního starosty, přičemž několik let již měl i čestné občanství. Po více než 21 let byl předsedou zemědělského spolku Kravařska ve Fulneku.
V 70. letech se zapojil i do vysoké politiky. V zemských volbách v září 1871 byl zvolen na Moravský zemský sněm, za kurii venkovských obcí, obvod Nový Jičín, Fulnek, Příbor. Mandát zde obhájil i v zemských volbách v prosinci 1871, zemských volbách v roce 1878, zemských volbách v roce 1884 a zemských volbách v roce 1890. V roce 1871 se uvádí jako kandidát tzv. Ústavní strany, liberálně a centralisticky orientované.
V závěru života se uváděl jako soukromník ve Fulneku. Zemřel v prosinci 1902 na zánět ledvin.